# Copa del Rey 2012/13
Die Copa del Rey 2012/13 war die 109. Austragung des spanischen Fußballpokals.
Der Wettbewerb startete am 29. August 2012 und endete mit dem Finale am 17. Mai 2013 im Estadio Santiago Bernabéu in Madrid. Titelverteidiger des Pokalwettbewerbs war der FC Barcelona. Der Sieger des Wettbewerbs qualifizierte sich für die Europa League 2013/14.

## Teilnehmende Mannschaften
| Primera División 20 Vereine der Saison 2011/12 | Segunda División 20 Vereine der Saison 2011/121 | Segunda División B 20 Vereine, die in der Saison 2011/12 in den vier Gruppen unter den ersten fünf platziert waren und die fünf folgenden Mannschaften mit den meisten Punkten2 | Tercera División die 18 Meister der Tercera División 2011/123 |
| Real Madrid FC Barcelona FC Valencia FC Málaga Atlético Madrid Levante UD CA Osasuna RCD Mallorca FC Sevilla Athletic Bilbao FC Getafe Real Sociedad Betis Sevilla Espanyol Barcelona Rayo Vallecano Real Saragossa FC Granada FC Villarreal Sporting Gijón Racing Santander | Deportivo La Coruña Celta Vigo Real Valladolid AD Alcorcón Hércules Alicante FC Córdoba UD Almería UD Las Palmas CD Numancia FC Elche SD Huesca Deportivo Xerez FC Girona CD Guadalajara Recreativo Huelva Real Murcia CE Sabadell FC Cartagena CD Alcoyano Gimnàstic de Tarragona | - Gruppe 1 CD Teneriffa CD Lugo Albacete Balompié Real Oviedo† FC La Roda† - Gruppe 2 CD Mirandés SD Ponferradina SD Eibar SD Amorebieta UD Logroñés Deportivo Alavés‡ - Gruppe 3 Atlético Baleares FC Orihuela Huracán CF FC Badalona UE Llagostera CE l’Hospitalet‡ Club Lleida Esportiu‡ - Gruppe 4 FC Cádiz Real Linense Lucena CF Real Jaén UD Melilla CD San Roque‡ CP Cacereño‡ | - Gruppe 1 CD Ourense - Gruppe 2 Caudal Deportivo - Gruppe 3 SD Noja - Gruppe 4 CD Laudio - Gruppe 5 AE Prat - Gruppe 6 Catarroja CF - Gruppe 7 CF Fuenlabrada - Gruppe 8 Real Ávila† - Gruppe 9 Loja CD - Gruppe 10 Atlético Sanluqueño - Gruppe 11 CD Constancia - Gruppe 12 CD Marino - Gruppe 13 Yeclano Deportivo - Gruppe 14 Arroyo CP - Gruppe 15 Peña Sport FC - Gruppe 16 SD Logroñés - Gruppe 17 SD Ejea - Gruppe 18 CP Villarrobledo |

1 FC Barcelona B und FC Villarreal B als B-Mannschaft nicht teilnahmeberechtigt

2 unter Ausschluss von B-Mannschaften

3 wird eine B-Mannschaft Meister, rückt automatisch die bestplatzierte A-Mannschaft der jeweiligen Liga nach

† für eine B-Mannschaft nachgerückt

‡ als Punktbester qualifiziert

## Modus
Das Turnier wird im K.-o.-System ausgespielt. Gespielt wird in den ersten drei Runden nur in einem Spiel – bei Unentschieden wird mit Verlängerung, ggf. Elfmeterschießen eine Entscheidung gesucht. Ab der Runde der letzten 32 werden die Duelle in Hin- und Rückspiel ausgetragen. In der Copa del Rey gelten die gleichen Regeln wie bei UEFA-Wettbewerben (Auswärtstorregel). Das Finale wird in einem Spiel ausgetragen, der Sieger bei Unentschieden durch Verlängerung bzw. Elfmeterschießen gesucht.
Für die Qualifikation zur Copa del Rey ist die Vorsaison, bei den Auslosungen ist die Ligazugehörigkeit der aktuellen Saison maßgeblich.
Nachwuchs- und Reservemannschaften von Vereinen, die auch in der Copa del Rey spielberechtigt sind, sind nicht zugelassen.
Einige Mannschaften sind von bestimmten Runden freigestellt:
- In der ersten Hauptrunde spielen die Mannschaften der Tercera División und der Segunda División B.
- In der zweiten Hauptrunde stoßen die Mannschaften der Segunda División zu den Clubs der Segunda División B und Tercera División hinzu.
- In der dritten Hauptrunde spielen diese Teams die Gegner der Erstligisten aus.
- In der Runde der letzten 32 kommen die Mannschaften der Primera División hinzu.
- In der Copa del Rey wird mit Freilosen in den ersten Runden gearbeitet, um auf eine gerade Anzahl an Teilnehmern zu kommen.

## Erste Hauptrunde
Zur ersten Hauptrunde des Wettbewerbes waren 36 Mannschaften, die in der Saison 2012/13 in der Segunda División B und der Tercera División spielen, qualifiziert. Die Auslosung fand am 3. August 2012 wie alle weiteren Auslosungen auch in der Ciudad del Fútbol in Las Rozas de Madrid statt. Es wurden 18 Paarungen ausgelost und sieben Freilose vergeben. Dabei wurden auch die Paarungen für die zweite Hauptrunde bestimmt.
Die Spiele wurden am 29. und 30. August 2012 ausgetragen.
|                     | Ergebnis  |                        |
| ------------------- | --------- | ---------------------- |
| SD Noja             | 3:2 n. V. | SD Amorebieta          |
| CE l’Hospitalet     | 1:0       | FC Orihuela            |
| Caudal Deportivo    | 2:0       | CD Marino              |
| AE Prat             | 2:1       | Gimnàstic de Tarragona |
| SD Logroñés         | 2:1       | UD Logroñés            |
| CD Laudio           | 0:1       | SD Eibar               |
| SD Ejea             | 4:2 n. V. | Peña Sport FC          |
| CD Alcoyano         | 2:0       | Atlético Baleares      |
| UE Llagostera       | 1:0       | FC Badalona            |
| Albacete Balompié   | 4:0       | Loja CD                |
| Catarroja CF        | 0:2       | Deportivo Alavés       |
| CD Ourense          | 2:1       | Real Ávila             |
| CD Constancia       | 3:0       | Yeclano Deportivo      |
| FC Cádiz            | 3:2       | CD San Roque           |
| Arroyo CP           | 2:1 n. V. | FC La Roda             |
| CP Villarrobledo    | 1:3       | CP Cacereño            |
| Real Oviedo         | 2:0       | CF Fuenlabrada         |
| Atlético Sanluqueño | 1:0       | FC Cartagena           |

Freilose: Real Linense, Real Jaén, UD Melilla, Huracán CF, Lucena CF, CD Teneriffa und Lleida Esportiu.

## Zweite Hauptrunde
In der zweiten Hauptrunde traten die Mannschaften aus der Segunda División dem Wettbewerb bei.
Die Spiele wurden am 11. und 12. September 2012 ausgetragen.
|                  | Ergebnis      |                     |
| ---------------- | ------------- | ------------------- |
| CE Sabadell      | 2:0           | Hércules Alicante   |
| UD Almería       | 2:0           | Real Murcia         |
| CD Mirandés      | 2:0           | Recreativo Huelva   |
| AD Alcorcón      | 4:1           | CD Numancia         |
| CE l’Hospitalet  | 1:1 (3:4 i.E) | SD Noja             |
| Huracán CF       | 1:1 (4:2 i.E) | Albacete Balompié   |
| Deportivo Alavés | 2:1           | Atlético Sanluqueño |
| UE Llagostera    | 1:0           | SD Ejea             |
| FC Córdoba       | 1:0 n. V.     | FC Elche            |
| CD Constancia    | 1:1 (3:1 i.E) | CD Ourense          |
| Lleida Esportiu  | 0:2           | SD Eibar            |
| Real Oviedo      | 0:0 (4:5 i.E) | AE Prat             |
| CD Alcoyano      | 1:0           | CD Teneriffa        |
| Lucena CF        | 4:1           | SD Logroñés         |
| FC Cádiz         | 1:2           | Arroyo CP           |
| Real Linense     | 2:2 (5:6 i.E) | UD Melilla          |
| Sporting Gijón   | 2:0           | FC Girona           |
| SD Huesca        | 2:1           | CD Guadalajara      |
| CD Lugo          | 0:1           | Racing Santander    |
| Deportivo Xerez  | 0:1           | UD Las Palmas       |
| Real Jaén        | 2:0           | Caudal Deportivo    |
| FC Villarreal    | 0:2           | SD Ponferradina     |

Freilos: CP Cacereño

## Dritte Hauptrunde
Die Spiele wurden am 17. und 18. Oktober 2012 ausgetragen.
|                | Ergebnis      |                  |
| -------------- | ------------- | ---------------- |
| SD Noja        | 0:1           | Real Jaén        |
| Huracán CF     | 1:2 n. V.     | Deportivo Alavés |
| SD Eibar       | 1:0 n. V.     | Arroyo CP        |
| CD Constancia  | 1:1 (7:8 i.E) | UD Melilla       |
| AE Prat        | 2:3 n. V.     | UE Llagostera    |
| Lucena CF      | 1:3           | CP Cacereño      |
| UD Almería     | 3:0           | AD Alcorcón      |
| CE Sabadell    | 0:1 n. V.     | FC Córdoba       |
| SD Huesca      | 1:1 (3:4 i.E) | SD Ponferradina  |
| Sporting Gijón | 2:1           | CD Mirandés      |
| UD Las Palmas  | 4:2 n. V.     | Racing Santander |

Freilos: CD Alcoyano

## Runde der letzten 32
In der Runde der letzten 32 stießen zu den elf Siegern aus den Partien der dritten Hauptrunde und CD Alcoyano, welches ein Freilos erhielt, die Teams aus der Primera División.
Die Auslosung fand am 14. September 2012 mit fünf Lostöpfen statt.
| Topf 1 (Segunda División B)                                                          | Topf 2 (Champions League)                      | Topf 3 (Europa League)                     | Spezialtopf 1 (Segunda División)                                   | Spezialtopf 2 (Primera División) |
| ------------------------------------------------------------------------------------ | ---------------------------------------------- | ------------------------------------------ | ------------------------------------------------------------------ | --- |
| Deportivo Alavés CD Alcoyano CP Cacereño SD Eibar Real Jaén UE Llagostera UD Melilla | FC Barcelona Real Madrid FC Valencia FC Málaga | Atlético Madrid UD Levante Athletic Bilbao | UD Almería FC Córdoba UD Las Palmas SD Ponferradina Sporting Gijón | Betis Sevilla Celta Vigo Deportivo La Coruña Espanyol Barcelona FC Getafe FC Granada RCD Mallorca CA Osasuna Rayo Vallecano Real Sociedad FC Sevilla Real Valladolid Real Saragossa |

Zunächst wurde den Mannschaften in Topf 1 ein Gegner aus Topf 2 zugelost, den verbleibenden Mannschaften aus Topf 1 dann ein Gegner aus Topf 3. Danach wurde den Mannschaften aus Spezialtopf 1 ein Gegner aus Spezialtopf 2 zugelost und anschließend wurden die Paarungen aus den übrigen Vereinen der Primera División ermittelt.
Die Hinspiele wurden zwischen dem 30. Oktober und 1. November ausgetragen, die Rückspiele am 27., 28. und 29. November.
|                     | Gesamt    |                    | Hinspiel | Rückspiel |
| ------------------- | --------- | ------------------ | -------- | --------- |
| CD Alcoyano         | 1:7       | Real Madrid        | 1:4      | 0:3       |
| UE Llagostera       | 1:5       | FC Valencia        | 0:2      | 1:3       |
| CP Cacereño         | (a)4:4(a) | FC Málaga          | 3:4      | 1:0       |
| Deportivo Alavés    | 1:6       | FC Barcelona       | 0:3      | 1:3       |
| SD Eibar            | (a)1:1(a) | Athletic Bilbao    | 0:0      | 1:1       |
| Real Jaén           | 0:4       | Atlético Madrid    | 0:3      | 0:1       |
| UD Melilla          | 2:4       | UD Levante         | 1:0      | 1:4       |
| UD Las Palmas       | 1:0       | Rayo Vallecano     | 1:0      | 0:0       |
| Sporting Gijón      | 1:2       | CA Osasuna         | 1:0      | 0:2       |
| UD Almería          | 2:3       | Celta Vigo         | 2:0      | 0:3 n. V. |
| FC Córdoba          | 4:2       | Real Sociedad      | 2:0      | 2:2       |
| SD Ponferradina     | 0:4       | FC Getafe          | 0:4      | 0:0       |
| Real Valladolid     | 1:3       | Betis Sevilla      | 1:0      | 0:3       |
| Deportivo La Coruña | (a)1:1(a) | RCD Mallorca       | 1:1      | 0:0       |
| Real Saragossa      | (a)2:2(a) | FC Granada         | 1:0      | 1:2       |
| FC Sevilla          | 6:1       | Espanyol Barcelona | 3:1      | 3:0       |

## Achtelfinale
Die Hinspiele wurden am 11., 12., 13. und 18. Dezember 2012, die Rückspiele vom 8. bis 10. Januar 2013 ausgetragen.
|                 | Gesamt |                | Hinspiel | Rückspiel |
| --------------- | ------ | -------------- | -------- | --------- |
| UD Las Palmas   | 1:2    | Betis Sevilla  | 1:1      | 0:1       |
| UD Levante      | 0:3    | Real Saragossa | 0:1      | 0:2       |
| RCD Mallorca    | 2:6    | FC Sevilla     | 0:5      | 2:1       |
| CA Osasuna      | 1:4    | FC Valencia    | 0:2      | 1:2       |
| SD Eibar        | 2:5    | FC Málaga      | 1:1      | 1:4       |
| Atlético Madrid | 3:0    | FC Getafe      | 3:0      | 0:0       |
| FC Córdoba      | 0:7    | FC Barcelona   | 0:2      | 0:5       |
| Celta Vigo      | 2:5    | Real Madrid    | 2:1      | 0:4       |

## Viertelfinale
Die Hinspiele wurden am 15., 16. und 17. Januar, die Rückspiele am 23. und 24. Januar 2013 ausgetragen.
|                 | Gesamt |               | Hinspiel | Rückspiel |
| --------------- | ------ | ------------- | -------- | --------- |
| Real Saragossa  | 0:4    | FC Sevilla    | 0:0      | 0:4       |
| Real Madrid     | 3:1    | FC Valencia   | 2:0      | 1:1       |
| Atlético Madrid | 3:1    | Betis Sevilla | 2:0      | 1:1       |
| FC Barcelona    | 6:4    | FC Málaga     | 2:2      | 4:2       |

## Halbfinale
Die Hinspiele wurden am 30. und 31. Januar ausgetragen, die Rückspiele fanden am 26. und 27. Februar 2013 statt.
|                 | Gesamt |              | Hinspiel | Rückspiel |
| --------------- | ------ | ------------ | -------- | --------- |
| Real Madrid     | 4:2    | FC Barcelona | 1:1      | 3:1       |
| Atlético Madrid | 4:3    | FC Sevilla   | 2:1      | 2:2       |

## Finale
| Atlético Madrid                                                 | Atlético Madrid | Real Madrid | Real Madrid | Aufstellung                                   |
| --------------------------------------------------------------- | --- | --- | ----------- | --------------------------------------------- |
| Atlético Madrid                                                 | \| Finale \| \| 17. Mai 2013 um 21:30 Uhr in Madrid (Estadio Santiago Bernabéu) \| \| Ergebnis: 2:1 n. V. (1:1, 1:1) \| \| Schiedsrichter: Carlos Clos Gómez (Saragossa) \|                                                       | \| Finale \| \| 17. Mai 2013 um 21:30 Uhr in Madrid (Estadio Santiago Bernabéu) \| \| Ergebnis: 2:1 n. V. (1:1, 1:1) \| \| Schiedsrichter: Carlos Clos Gómez (Saragossa) \|                                                                                             | Real Madrid | Aufstellung Atlético Madrid gegen Real Madrid |
| Atlético Madrid                                                 | Thibaut Courtois – Juanfran, Miranda, Diego Godín, Filipe Luís – Koke (113. Raúl García), Mario Suárez, Gabi , Arda Turan (111. Cristian Rodríguez) – Diego Costa (105. Adrián), Falcao Cheftrainer: Diego Simeone ( Argentinien) | Diego López – Michael Essien, Raúl Albiol, Sergio Ramos , Fábio Coentrão (91. Álvaro Arbeloa) – Sami Khedira, Xabi Alonso, Luka Modrić (91. Ángel Di María) – Mesut Özil, Karim Benzema (91. Gonzalo Higuaín), Cristiano Ronaldo Cheftrainer: José Mourinho ( Portugal) | Real Madrid | Aufstellung Atlético Madrid gegen Real Madrid |
| Atlético Madrid                                                 | 1:1 Diego Costa (35.) 2:1 Miranda (99.) | 0:1 Cristiano Ronaldo (14.) | Real Madrid | Aufstellung Atlético Madrid gegen Real Madrid |
| Atlético Madrid                                                 | Arda Turan (38.), Diego Costa (69.), Mario Suárez (100.), Koke (105.+1'), Gabi (115.), Miranda (120.+2') | Fábio Coentrão (54.), Sami Khedira (65.), Mesut Özil (72.), Sergio Ramos (74.), Cristiano Ronaldo (90.+3'), Michael Essien (101.), Ángel Di María (120.) | Real Madrid | Aufstellung Atlético Madrid gegen Real Madrid |
| Atlético Madrid                                                 | Gabi (120.) | | Real Madrid | Aufstellung Atlético Madrid gegen Real Madrid |
| Atlético Madrid                                                 | Cristiano Ronaldo (114.) | | Real Madrid | Aufstellung Atlético Madrid gegen Real Madrid |
| Finale                                                          | | |             |                                               |
| 17. Mai 2013 um 21:30 Uhr in Madrid (Estadio Santiago Bernabéu) | | |             |                                               |
| Ergebnis: 2:1 n. V. (1:1, 1:1)                                  | | |             |                                               |
| Schiedsrichter: Carlos Clos Gómez (Saragossa)                   | | |             |                                               |

## Torschützen
| \| Pl. \| Nat. \| Spieler \| Verein \| Tore \| \| --- \| ------------- \| ------------------ \| ---------------- \| ---- \| \| 1 \| Brasilien \| Diego Costa \| Atlético Madrid \| 8 \| \| 2 \| Portugal \| Cristiano Ronaldo \| Real Madrid \| 7 \| \| 3 \| Spanien \| Álvaro Negredo \| FC Sevilla \| 6 \| \| 4 \| Spanien \| David Villa \| FC Barcelona \| 5 \| \| 5 \| Frankreich \| Karim Benzema \| Real Madrid \| 4 \| \| 5 \| Argentinien \| Lionel Messi \| FC Barcelona \| 4 \| \| 7 \| Spanien \| Mikel Arruabarrena \| SD Eibar \| 3 \| \| 7 \| Spanien \| Rubén Castro \| Betis Sevilla \| 3 \| \| 7 \| Spanien \| Chota \| UD Melilla \| 3 \| \| 7 \| Argentinien \| Gastón Sangoy \| Sporting Gijón \| 3 \| \| 7 \| Paraguay 1990 \| Roque Santa Cruz \| FC Málaga \| 3 \| \| 7 \| Spanien \| Borja Viguera \| Deportivo Alavés \| 3 \| |               |                    |                  |      |
| Pl. | Nat.          | Spieler            | Verein           | Tore |
| 1 | Brasilien     | Diego Costa        | Atlético Madrid  | 8    |
| 2 | Portugal      | Cristiano Ronaldo  | Real Madrid      | 7    |
| 3 | Spanien       | Álvaro Negredo     | FC Sevilla       | 6    |
| 4 | Spanien       | David Villa        | FC Barcelona     | 5    |
| 5 | Frankreich    | Karim Benzema      | Real Madrid      | 4    |
| 5 | Argentinien   | Lionel Messi       | FC Barcelona     | 4    |
| 7 | Spanien       | Mikel Arruabarrena | SD Eibar         | 3    |
| 7 | Spanien       | Rubén Castro       | Betis Sevilla    | 3    |
| 7 | Spanien       | Chota              | UD Melilla       | 3    |
| 7 | Argentinien   | Gastón Sangoy      | Sporting Gijón   | 3    |
| 7 | Paraguay 1990 | Roque Santa Cruz   | FC Málaga        | 3    |
| 7 | Spanien       | Borja Viguera      | Deportivo Alavés | 3    |